# Бернд Мартін
Бернд Мартін (нім. Bernd Martin, 10 лютого 1955, Штутгарт — 1 грудня 2018) — німецький футболіст, що грав на позиції захисника за клуби «Штутгарт» та «Баварія», а також національну збірну Німеччини.
Чемпіон ФРН. Володар Кубка ФРН. 

## Клубна кар'єра
У дорослому футболі дебютував 1973 року виступами за команду клубу «Штутгарт», в якій провів дев'ять сезонів, взявши участь у 218 матчах чемпіонату. Більшість часу, проведеного у складі «Штутгарта», був основним гравцем захисту команди.
1982 року перейшов до клубу «Баварія», за який відіграв 3 сезони. За цей час виборов титул чемпіона ФРН, ставав володарем кубка країни. Завершив професійну кар'єру футболіста виступами за мюнхенську команду в 1985 році.
Помер 1 грудня 2018 року на 64-му році життя.

## Виступи за збірну
1979 року провів один офіційний матч у складі національної збірної Німеччини.

## Титули і досягнення
- Чемпіон Німеччини (1):

«Баварія»: 1984-1985
- Володар Кубка Німеччини (1):

«Баварія»: 1983-1984
- Володар Суперкубка Німеччини (1):

«Баварія»: 1982